# Yannick Seigneur
Yannick Seigneur (* 24. Mai 1941 in Paris; † 28. November 2001) war ein französischer Bergsteiger. Ihm gelangen bis 1978 rund 250 Erstbegehungen, davon rund 100 im Winter.

## Biographie
Yannick Seigneur begann 1962 mit dem Bergsteigen. 1966 gelang ihm mit Lucien Bérardini und Georges Payot als bis dahin elfte Seilschaft ein Gipfelsieg am Nevado Huascarán (6768 m), dem höchsten Berg in Peru. Im Februar 1967 gelang ihm eine Erstbegehung der Nordwand des Petit Dru (3733 m) mit Michel Feuillarade, Claude Jager und Jean Paul Paris.
Im Mai 1971 gelang Seigneur mit Bernard Mellet die Erstbesteigung des Westpfeilers am Makalu (8485 m). Es war zudem die erst dritte erfolgreiche Besteigung des fünfthöchsten Berges der Welt im Himalaya. Eine der bis dahin erstaunlichsten Leistungen vollbrachte er im Dezember 1973 mit Arturo Squinobal, Oreste Squinobal, Michel Feuillarade, Louis Audoubert und Marc Galy, als ihnen die erste Wintergesamtüberschreitung des Peutereygrates am Mont Blanc gelang, dem längsten kombinierten Gratanstieg in den Alpen.
Im Januar 1974 folgte die Erstbegehung der Gipfelfalllinie der Nordwand des Pointe Whymper (4184 m) an den Grandes Jorasses, links der Bonatti-Vaucher-Route. Er wurde dabei von Michel Feuillarade, Louis Audoubert und Marc Galy begleitet. Im April 1974 gelang ihm zudem die Erstbesteigung des Taboche (6501 m) im Himalaya über die Südostwand im Alpinstil. Mit ihm am Gipfel standen dabei Jean-Christian Michel, Jacques Brugirad, Louis Dubost und Paul Gendrez.
Im Juni 1975 gelang ihm mit Marc Batard die Zweitbesteigung des Gasherbrum II (8034 m) im Karakorum mit Erstbegehung des Südgrates und Restaufstieg über den Ostgrat. Im Juni 1978 stand er mit Georges Bettembourg am Gipfel des Broad Peak (8051 m) im Karakorum. Der Aufstieg erfolgte über die Österreicher-Route.
Von Juli bis September 1979 unternahm er einen Erstbesteigungsversuch des K2 (8611 m) über den Südsüdwestgrat, musste dieses Unternehmen jedoch nach ca. 8400 m aufgrund Schlechtwetters abbrechen. 1980 und 1982 scheitern Aufstiegsversuche zum Nanga Parbat (8125 m) aufgrund Schlechtwetters und Unfällen jeweils an der Rupalflanke bzw. am Südostpfeiler.
Nach seiner aktiven Bergsteigerkarriere arbeitete er als Bergführer, Bergführerausbilder und Canyoning-Führer. Er starb 2001 an Krebs.